# برهم‌کنش زبان‌های فارسی و عربی
زبان‌های فارسی و عربی در زمینه دادوستد واژگان بر یکدیگر برهمکنش‌هایی داشته‌اند. رخنه واژگان عربی در زبان فارسی به سبب جایگاه زبان عربی در زبان فارسی و دین و آیین کشور بود که سبب شد تا بیشتر باسوادان - بیش از آن که با واژگان فارسی آشنا باشند - واژگان عربی را بشناسند و با این‌همه نویسندگان و دانشمندان ایرانی که در پیرامون ایران بزرگ می‌زیستند، برای دریافتن سخن‌ها و نوشتارها به یکدیگر، از واژگان عربی به‌جای فارسی بکار گیرند. زبان عربی و زبان فارسی کهنه‌ترین زبان‌ها در جهان هستند، و این دو زبان ریشه‌های گوناگون از یکدیگر دارد، تنها در وام‌واژه‌های زبان عربی و زبان فارسی با هم پیوند دارند از سوی دیگر عربی، دارای پنج هزار وام‌واژه از زبان فارسی اوستایی است و کتاب‌های بسیاری از زبان‌شناسان عرب و آمریکایی در این‌باره نوشته شده است؛ مانند کتاب وام‌واژه‌های قرآنی از زبان‌شناس استرالیایی آرتور جفری Arthur Jeffrey.
زبان‌شناس عرب دیگری به نام استاد المنجد صلاح الدین در سال ۱۹۷۸ میلادی در کتابی به نام المفصل فی الالفاظ الفارسیه المعربه فی الشعر الجاهلی و القرآن الکریم و الحدیث النبوی و الشعر الاموی که سه هزار واژه فارسی اوستایی در عربی را ریشه‌یابی کرده است.
چندین زبان‌شناس عرب دیگر در کتاب‌های خود دو هزار واژه فارسی اوستایی دیگر را ریشه‌یابی کرده‌اند؛ مانند
۱ … ألفاظ دخیلة ومعربة فی اللهجة القطریة کتابی از زبان‌شناس قطری نور عبدالله المالکی.
1. .. الألفاظ الفارسیة فی اللهجة البغدادیة از (حسن شوندی زبان‌شناس عراقی) دربارهٔ واژگان امروزی تر است.
2. .. کتاب ادی شیر، «واژه‌های فارسی عربی شده» است: این کتاب از کهن‌ترین و معتبرترین کتابها در این باره است.

بازگردانی و ترجمه فارسی از استاد طبیبیان
۴... دربارهٔ وام واژه‌های فارسی قرآن از یک زبان‌شناس ایرانی به نام استاد بهاءالدین خرمشاهی جستار و مقاله ای به نام کلمات فارسی در قرآن مجید در مجله قرآن پژوهی در سال ۱۳۸۹ خورشیدی.

## عربی در سروده‌های شاعران فارسی‌زبان
سعدی شیرازی در کلیات سعدی ۲۶ شعر بلند با شماری از واژگان عربی سروده است. حافظ شیرازی نیز در دیوان خود جدا از واژگان عربی در نزدیکی ۸۷ مصراع عربی سروده است. باور بر این است که هیچ واژه عربی در شاهنامهٔ فردوسی به کار برده نشده است ولی گویا در نزدیکی چهار درصد یعنی ۷۲۶ واژه شاهنامه فردوسی از واژگان عربی بکار گرفته شده است.
در بیت زیر که در شاهنامه آمده است پنج واژه از عربی بکار گرفته شده است.
| قضا گفت: گیر و قدر گفت ده |  | فلک گفت: احسنت و مه گفت: زه |

## نظر دو زبان‌شناس غربی، جستار و مقاله ای از استاد زبان‌شناس ایرانی بهاءالدین خرمشاهی
پروفسور ریچارد دیویس می‌گوید: برهمکنش زبان فارسی از زبان عربی تنها به واژگان بسنده می‌کند و زبان عربی، برهمکنش و تأثیری بر ریخت‌شناسی زبان فارسی نداشته است به جز چند مورد مانند روش جمع بستن در زبان عربی که برای آن دسته از واژگانی که از عربی به فارسی آمده، بکار گرفته می‌شوند همانگونه که در زبان انگلیسی هم واژگان وام گرفته از لاتین به همان گونه لاتینی خود جمع بسته می‌شوند؛ و به همین روش هسته زبان و واژگان فارسی از زبان پهلوی و پارسی میانه جابه‌جا شده است و دستور زبان فارسی یکسان با سایر زبانهای اروپایی هم دوره خود است.
پروفسور ژان پری زبانشناس در دانشگاه شیکاگو باورمند است: برهمکنش عربی بر فارسی از سده نهم میلادی و با آمیختگی اسلام و سامانه نوشتاری عربی شد. این میزان برهمکنش در نزدیکی هفت هزار واژه در بیست هزار از واژگان روزانه سده نهم میلادی (در نزدیکی ۳۰ درصد) و در بازه‌ای از پایین‌ترین میزان از ۹ درصد با فراوانی ۲/۴ درصد در شاهنامه و تا بیشترین میزان ۳۰ درصد با بسامد ۲۵ درصد در آثار ادبی کلاسیک و نوین زبان فارسی است.
زبان فارسی زبان شناخته شده جهانی می‌باشد، و زبان عربی و زبان فارسی کهنه‌ترین زبان‌ها در جهان هستند، و این دو زبان ریشه‌های گوناگون از یکدیگر دارد، تنها در وام واژگان زبان عربی و زبان فارسی باهم پیوند دارند از سوی دیگر عربی دارای پنج هزار وام واژه از زبان فارسی اوستایی است و کتاب‌ها و نسک‌هایی بسیاری از زبان شناسان عرب و آمریکایی در اینباره نوشته شده است مانند کتاب وام واژه‌های قرآنی از زبان‌شناس آمریکایی آرتور جفری Arthur Jeffrey.
زبان‌شناس عرب دیگری به نام استاد المنجد صلاح الدین در سال ۱۹۷۸ میلادی در کتابی به نام المفصل فی الالفاظ الفارسیه المعربه فی الشعر الجاهلی و القرآن الکریم و الحدیث النبوی و الشعر الاموی که سه هزار واژه فارسی اوستایی در عربی را ریشه یابی کرده است.
چندین زبان‌شناس عرب دیگر در کتاب‌های خود دو هزار واژه فارسی اوستایی دیگر را ریشه یابی کردند مانند
۱ … ألفاظ دخیلة ومعربة فی اللهجة القطریة کتابی از زبان‌شناس قطری نور عبدالله المالکی.
۲... الألفاظ الفارسیة فی اللهجة البغدادیة
از (حسن شوندی زبان‌شناس عراقی) دربارهٔ واژگان امروزی تر است.
۳... کتاب ادی شیر، «واژه‌های فارسی عربی شده» است: این کتاب از کهن‌ترین و معتبرترین کتابها در این باره است.
بازگردانی و ترجمه فارسی از استاد طبیبیان
۴... دربارهٔ وام واژه‌های فارسی قرآن از یک زبان‌شناس ایرانی به نام استاد بهاءالدین خرمشاهی جستار و مقاله ای به نام کلمات فارسی در قرآن مجید در مجله قرآن پژوهی در سال ۱۳۸۹ خورشیدی.

## تأثیرات عربی بر فارسی
در یک تجربهٔ آزمایشی دایرهٔ کلمات مصنوعات فرهنگی، در میان چهار نمونه از چهار زبان با کلمات عربی، ۵۲ درصد کلمات اسپانیایی از زبان عربی اقتباس شده‌بود و این میزان در زبان فارسی تنها ۱۴ درصد بوده است. درحالی‌که زبان اسپانیایی توسط گروه بزرگی از غیرمسلمان با موضوعات غیراسلامی به‌کار می‌رود. بر اساس این تجربهٔ آزمایشی، میزان کلمات عربی در زبان فنیِ اسپانیایی در زندگی روزمره، ۸ درصد و در زبان فارسی ۲۲ درصد بود.

ژان پِری می‌افزاید: اغلب واژگان عربی که در فارسی کاربرد دارند، به‌عنوان مترادف به‌کار می‌روند؛ برای نمونه، واژه «مریضِ» عربی با «بیمارِ» فارسی که می‌توانند یا در بسیاری از موارد به فارسی ترجمه شوند یا پیشتر ترجمه شده‌اند؛ همچون «تعلیم» که به «آموزش» تبدیل شده است.

### اثرات قاعده‌های عربی
قانون‌ها و قاعده‌های (دستور زبان) زبان عرب بر فارسی اثر گذاشته؛ یکی از آن‌ها استفادهٔ جمع مکسر عربی است که فهم فارسی را برای غیرفارس‌زبانان مشکل می‌کند (مانند: ادویه، اَشرِبه، اغذیه، اساتید، بَساتین، دَساتیر، خوانین، دهاقین، بازارات، اساطیر عشاق، میادین، اکراد، افاغنه، به‌ترتیب به‌جای دواها، شربت‌ها (نوشیدنی‌ها)، غذاها، استادان، بستان‌ها، دستورها، خان‌ها (یا خانان)، دهقان‌ها (یا دهقانان)، بازارها، استوره‌ها، عاشق‌ها (یا عاشقان)، میدان‌ها، کردها، افغان‌ها، که همگی با افزودنِ «ها» جمع بسته می‌شوند نه به‌صورت جمع مکسر عربی. علامت جمع در فارسی «ها» و «ـان» و در محاوره در اکثر موردها، فقط «ـا» است، مانند: افغانیا، کُردا، بلوچا، مردا، خیابونا.

## تأثیر فارسی بر زبان و ادبیات عرب
- مقاله اصلی: تأثیرات زبان فارسی بر زبان عربی

در ریشه‌شناسی واژگان (اتیم} و در زبان‌شناسی (به انگلیسی: linguistics) به مبحث تغییرات و ریشه یابی معنی و مفهوم واژگان در دوره‌د و تغییرات کلمات را در انتقال شفاهی و کتبی از یک زبان به زبان دیگر بررسی می‌کنند. تأثیر زبان‌ها متقابل است چرا زبان فارسی و عربی برهم تأثیر گذاشته‌اند زیرا اعراب حدود ۴۰۰ سال در ایران حضور فیزیکی داشتند و تا دورهٔ انقلاب مشروطه متون مهم به زبان عربی همانند به فارسی نوشته می‌شد و از طرف دیگر ایرانیانی در ایجاد و ساختار زبان عربی نقش مهمی داشتند.
در زبان عربی کلمات خیلی زیادی وجود دارد که به آن‌ها «معربات» یعنی عربی شده‌ها می‌گویند. ریشه بسیاری از معربات هنوز ناشناخته است. سازمان استانداردسازی عربی کوشش فراوانی کرده تا ریشهٔ این‌گونه کلمات شناسایی شود، اما به دلیل اینکه در عربی‌سازی کلمات غریب به‌طور کامل برهم ریخته می‌شود نمی‌توان به سادگی این‌گونه معربات را ریشه یابی کرد. گفته می‌شود حدود ۵ هزار  کلمه معرب از کلمات رایج در زبان فارسی به زبان عربی راه یافته است. از جملهٔ آن‌ها بنفسج (از بنفشه)
در کتاب «الکلمات الفارسیه فی المعاجم العربیه» حدود ۳ هزار کلمه عربی که از زبان فارسی به عربی راه یافته‌اند را به همراه توضیحات برای هر کلمه آورده است. قبلاً نیز جوالیقی ۸۳۸ کلمه و در کتاب المنجد ۳۲۱ کلمه و ادی شیر، در کتاب واژه‌های فارسی عربی شده، ۱۰۷۴ واژه فارسی را توضیح داده است.

### تأثیرات فارسی میانه بر عربی
ژان پِری معتقد است: درحقیقت زبان پارسی میانه یک زبان ناکارا نبوده، نه به‌لحاظ تکنیکی و نه دایرهٔ کلمات انتزاعی، و این زبان از سیستم پیچیده‌ای از کلمات استعمال می‌کرده، در جمع‌آوری کلمات محلی دینی بر زبان عربی تقدم داشته و در فلسفه و طب هم از اصطلاحات یونانی اقتباس کرده و همهٔ اینها را چه در دوران قبل از اسلام و چه دوران پسااسلامی به زبان عربی انتقال داده است.

اغلب آن دسته از کلمات عربی که وارد فارسی شده‌اند در معنایی بجز معنای اصلی خود در زبان عربی کاربرد دارند.

### معربات از فارسی
- گفتار اصلی فهرست واژگان عربی با ریشه فارسی

از زبان فارسی کلمات زیادی به شکل‌های مختلف به زبان عربی وارد شده است. در زبان عربی کلمات بسیار زیادی وجود دارد که به آن‌ها معرّبات (یعنی عربی‌شده) می‌گویند. ریشهٔ بسیاری از معرّبات هنوز ناشناخته است. «سازمان استانداردسازیِ عربی» کوشش فراوانی کرده تا ریشهٔ این‌گونه کلمات شناسایی شود، اما به‌دلیل این‌که در عربی‌سازی کلمات بیگانه عموماً به‌طور کامل برهم ریخته می‌شود، نمی‌توان به‌سادگی این‌گونه معرّبات را ریشه‌یابی کرد. گفته می‌شود حدود ۵۰۰۰ کلمهٔ معرب، از کلمات رایج در زبان فارسی به زبان عربی راه یافته است؛ از جملهٔ آن‌ها می‌توان به این چند کلمه اشاره کرد: جُناح (از «گناه»)، کَنز (از «گنج»)، سِراج (از «چراغ»)، جَصّ، مجصّص و سایر مشتقات آن (از «گچ»)، و اساطیر و اسطوره از stori لاتین و خارِطة و خَوارِط از carta و منهی‌عنه و نهی از نه (no) فارسی و سانسکریت.